# ラックホック駅
ラックホック駅（ラックホックえき、タイ語:สถานีหลักหก）はタイのパトゥムターニー県ムアンパトゥムターニー郡にある、タイ国有鉄道（SRT）■ダークレッドラインの駅。駅番号はRN09。ランシット大学駅の別称が与えられている。

## 概要
在来線時代から停車場として存在したが、レッドライン計画の原型であるホープウェル計画の段階で駅設置は計画されていなかった。
ダークレッドライン開業を前に初代停車場は廃止され、同線の普通列車のみが停車する。

## 歴史
1897年3月26日にタイ官営鉄道最初の区間が、クルンテープ - （現）アユタヤ間に開業した。同時に、先代の旧停車場が開業した。
- 1897年 3月26日 - 【開業】クルンテープ駅 - アユタヤ駅 (71.08 km)、旧停車場が供用開始[4]
- 2020年 9月15日 - 旧停車場が使用停止[2]
- 2021年
  - 8月2日 - ダークレッドラインバーンスー - ランシット間で無料運行開始[5]、同時に供用開始。
  - 11月29日 - 正式開業[6]

## 駅構造
高架駅舎の直下に設けられた相対式ホーム2面2線を有する地上駅である。北本線及び東北本線の線路が隣接しているが、全列車が当駅を通過するためホームは設けられていない。

## 配線
当駅以北は系統別複々線の形をとる。当駅南側にある分岐で本線は地上線と高架線に分かれ、以南は地上2線＋高架4線の三複線（複々々線）となる。

### のりば
| 番線      | 路線                           | 行先                             |
| --------- | ------------------------------ | -------------------------------- |
| 通過線2線 | 北本線、東北本線の中長距離列車 | 北本線、東北本線の中長距離列車   |
| 1         | ダークレッドライン             | ランシット方面                   |
| 2         | ダークレッドライン             | クルンテープ・アピワット中央方面 |

## 駅周辺
- ランシット大学 (約2 km）

## 隣の駅
タイ国有鉄道
 ダークレッドライン
ドンムアン駅(RN08) - ラックホック駅 (RN09) - ランシット駅 (RN10)